# Niko nije nevin
Niko nije nevin je epizoda Dilan Doga objavljena u Srbiji premijerno u svesci #171. u izdanju Veselog četvrtka. Koštala je 270 din (2,3 €; 2,7 $). Imala je 94 strane. Na kioscima u Srbiji se pojavila 18. marta 2021.

## Originalna epizoda
Originalna epizoda pod nazivom Nessuno e innocente objavljena je premijerno u #380. regularne edicije Dilana Doga u Italiji u izdanju Bonelija. Izašla je 28.4.2018. Naslovnu stranicu je nacrtao Điđi Kavenađo. Scenario je napisala Paola Barbato, a nacrtao Saudeli Franko. Koštala je 3,9 €.

## Kratak sadržaj
Ranija i načelnik Gorman pregledaju snima na kome inspektor Karpenter ispituje Dilan Doga. Nakon završenog gledanja Ranija furiozno napušta prostoriju i odlazi kod Dilana, koji se trenutno nalazi u zatvoru. Besna na njega, obećava mu da će dobiti tešku kaznu za zločin koji je počinio. 

## Prethodna i naredna epizoda
Prethodna epizoda nosila je naslov Tango izgubljenih duša (DD170), a naredna Tripofobia (DD172)